# Међуопштински историјски архив Призрен
Међуопштински историјски архив Призрен је установа културе основана 1967. године као Општински архив Призрен, а 1978. године је променио назив у данашњи.

## Историја
Српски архивски радници су 14. јуна 1999. године напустили Призрен, осим једне раднице која и данас живи на Брезовици и која је 2006. године пензионисана. На основу препоруке Министарства културе и информисања од августа 1999. године радници призренског архива су се укључили у рад у Историјском архиву Ниш и Архивском одељењу Трстеника, а од 2005. године у Историјском архиву Краљева. Сви архивски фондови и збирке су остали у згради Међуопштинског историјског архива Призрен у улици Иве Лоле Рибара бб. У Унесковом извештају из јануара 2000. саветници Брус Џексон и Владислав Степник описују у каквом су стању пронашли призренски архив: „Када су стигли у Призрен консултанти нису могли да лоцирају архив. Очигледно, након денационализације имовине у августу 1999. године, Католичка црква је вратила зграду. Иако консултанти нису могли да лоцирају архив, нити да контактирају директора, директор Завода за заштиту споменика је успео да пружи следеће податке. Записи из архиве сада се чувају у подруму музеја, иако особље ради од куће. Консултанти нису могли да виде записе јер је било касно поподне, а у музеју није било струје. Иако је 1987. године било тринаест запослених сада их је само шест, укључујући директора и имају велике потребе за оријенталистима. Троје запослених је стручно квалификовано, сва опрема је уклоњена почетком 1999. године. Верује се да су архиве у Ораховцу и Сувој Реци, као и да је евиденција индустрије и други материјал из Градске куће однесени у Нови Пазар”. Према стању до 1999. године, матичне књиге се нису налазиле у призренском архиву већ су биле смештене у матичној служби Скупштине општине Призрен. Спољна служба је 1998. евидентирала да у просторијама Матичне службе СО Призрен постоји збирка црквених матичних књига из периода 1850—1946. свега педесет и пет матичних књига рођених, венчаних и умрлих. Захтеви за издавање извода из матичних књига које су млађе од сто година се упућују Матичној служби СО Крушевац за општине Призрен, Ораховац, Сува Река и Драгаш.